# 王国聚会所
王国聚会所是耶和华见证人使用的礼拜场所。 1935 年，时任守望台书社社长约瑟夫·富兰克林·卢瑟福首次为夏威夷的一座建筑以这个术语冠名 ，因为这些建筑物将用于“传播王国的好消息”。 
耶和华见证人大部分的崇拜和圣经教学在王国聚会所进行。见证人更喜欢“王国聚会所”这个词而不是“教会”，因为圣经中经常翻译为“教会”的词指的是人们的会众，而不是建筑物。 
王国聚会所通常都是朴素、实用的建筑物 ，不使用十字架装饰(改使用JW.ORG标志)，醒目位置陈列着當年全年经文。 王国聚会所通常包括书刊部、捐款箱 等。

世界各地的王国聚会所
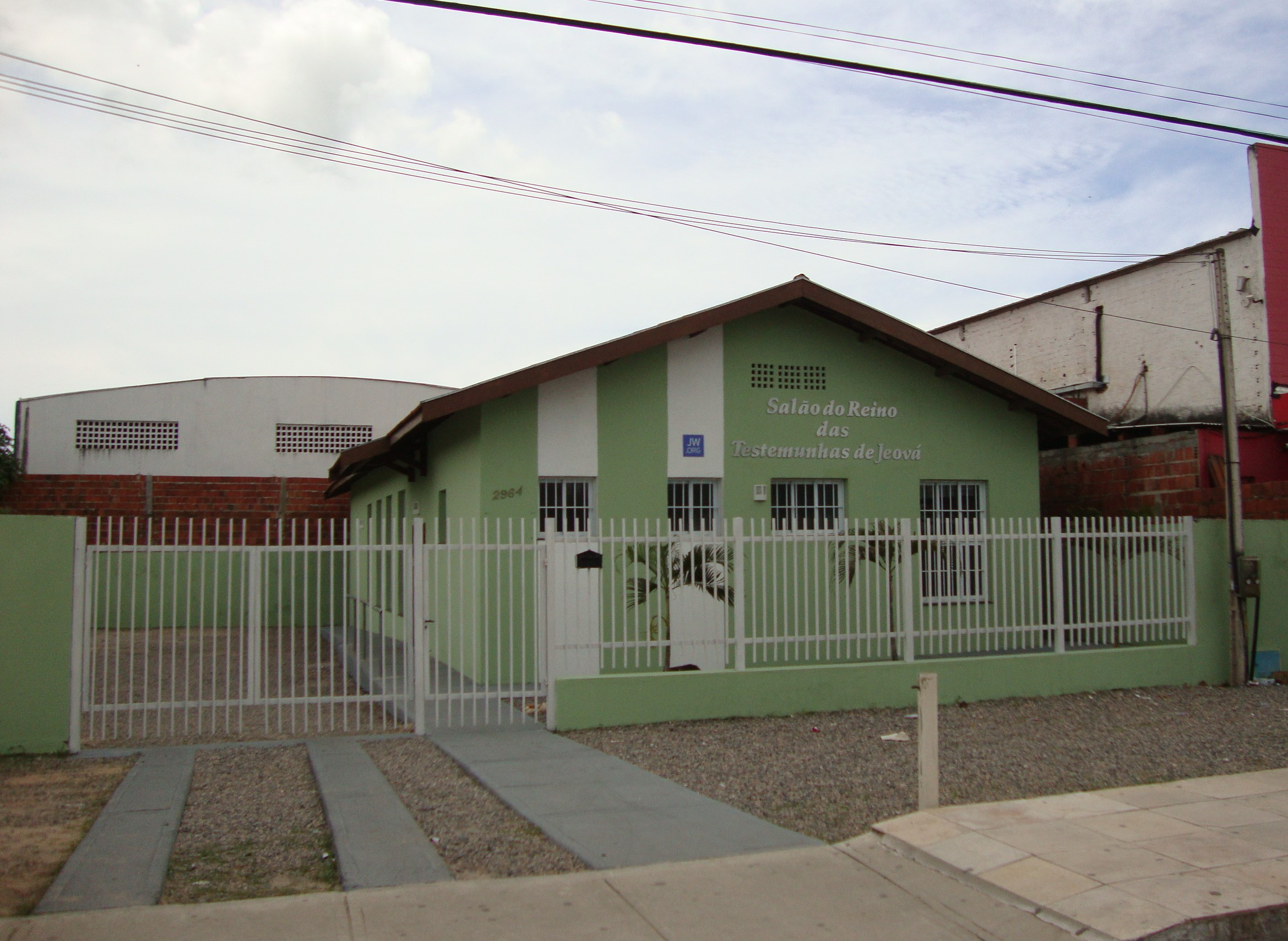
巴西 Cascavel
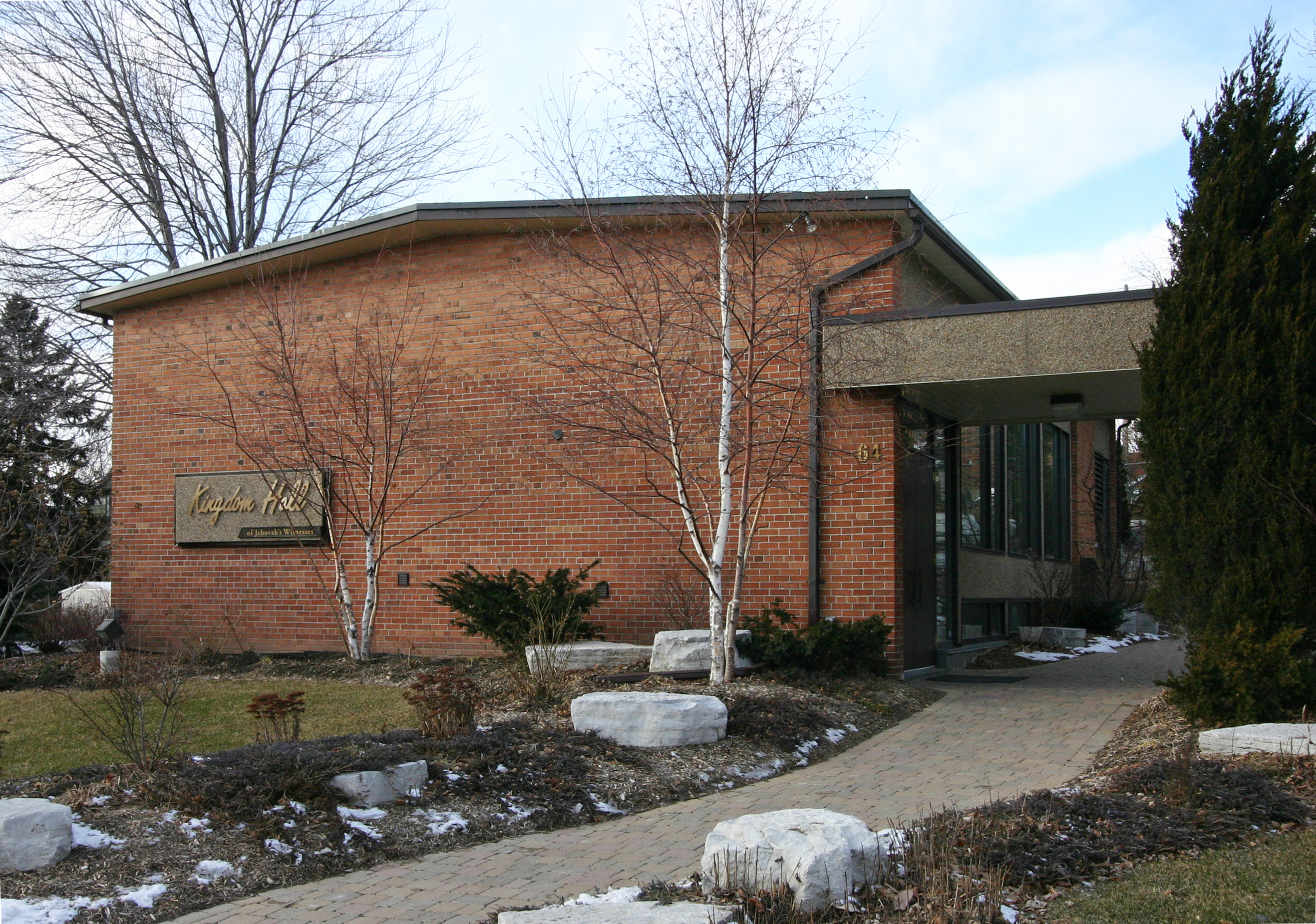
加拿大多伦多
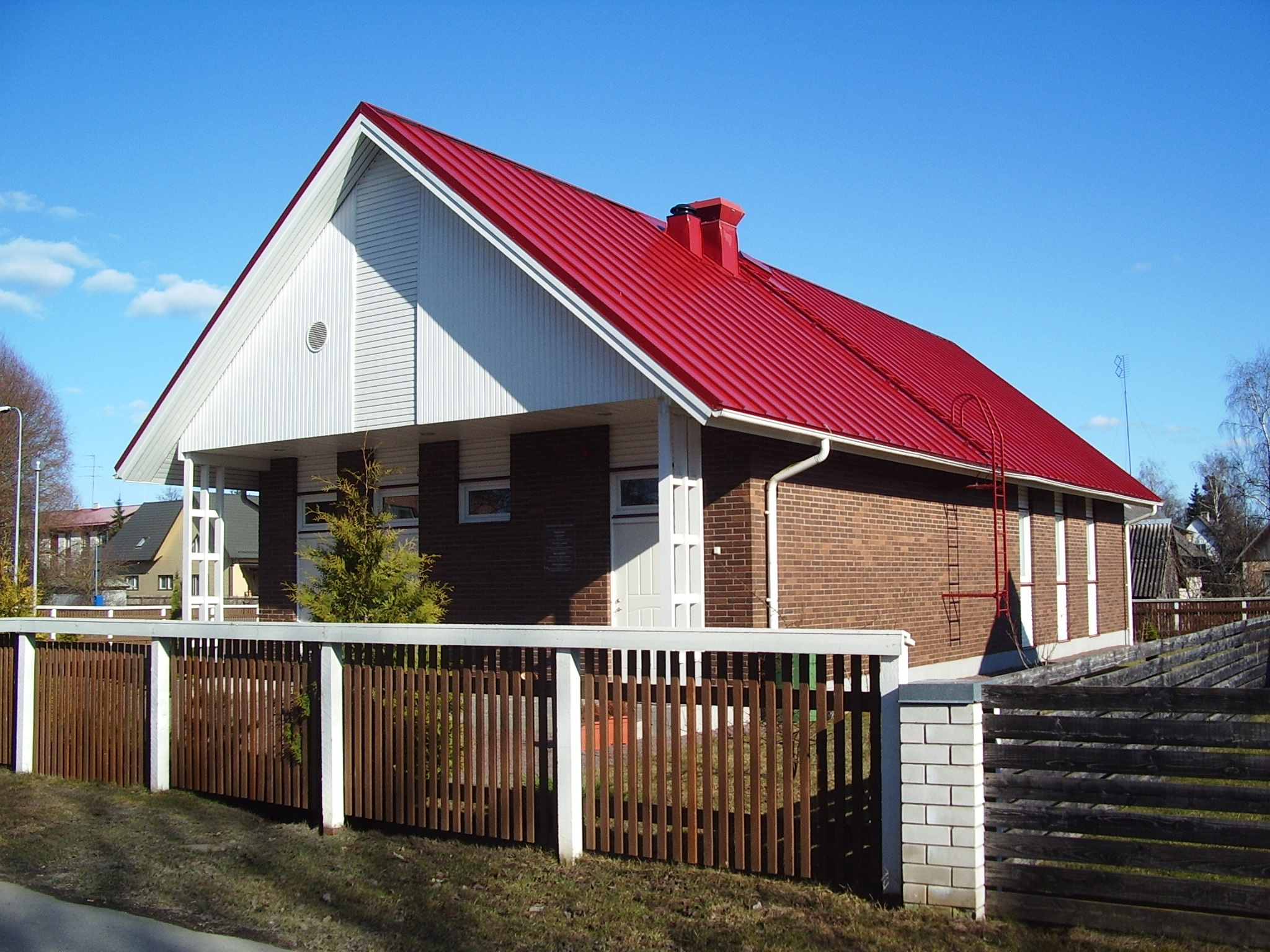
爱沙尼亚 Rapla
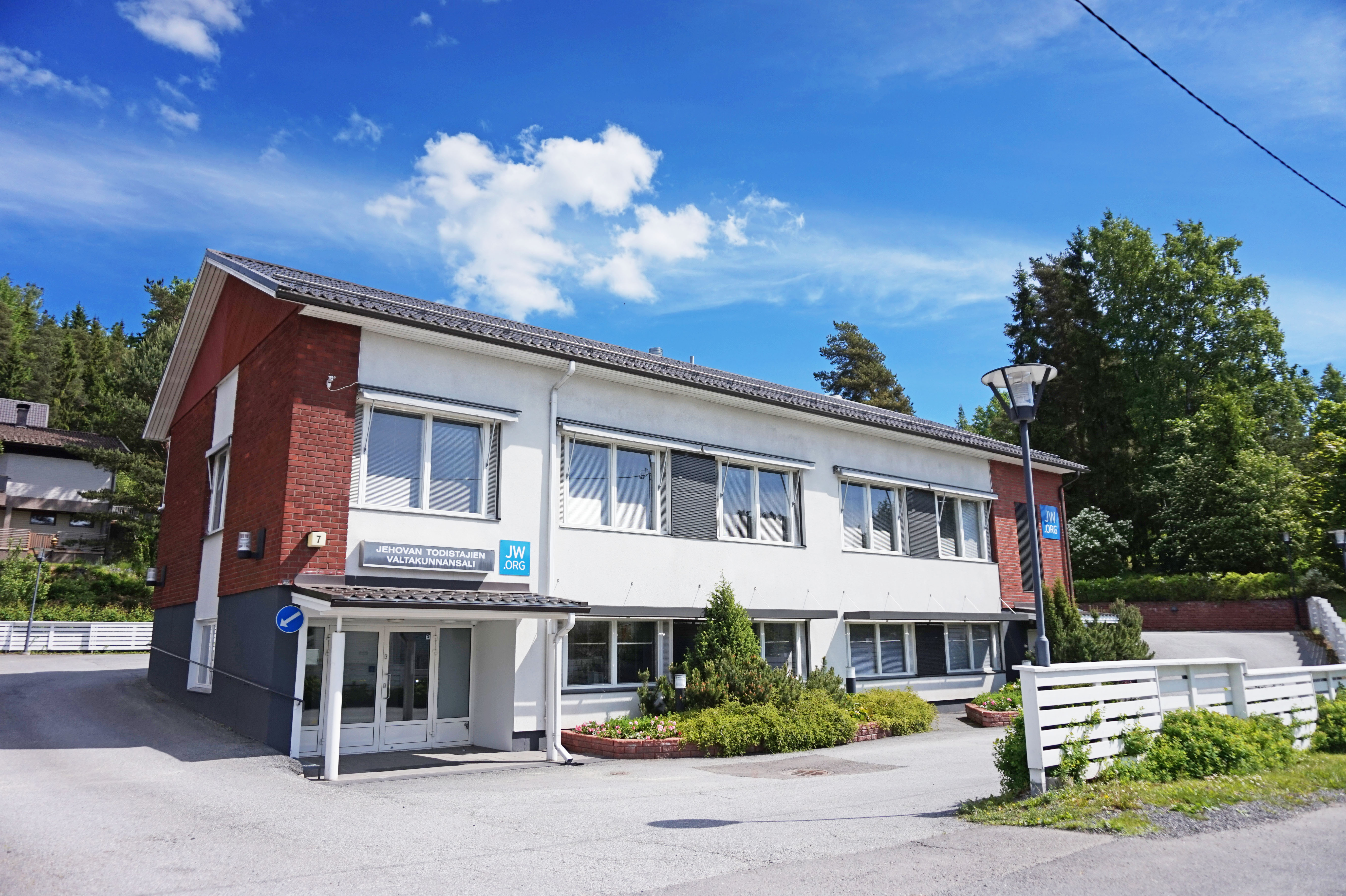
芬兰坦佩雷
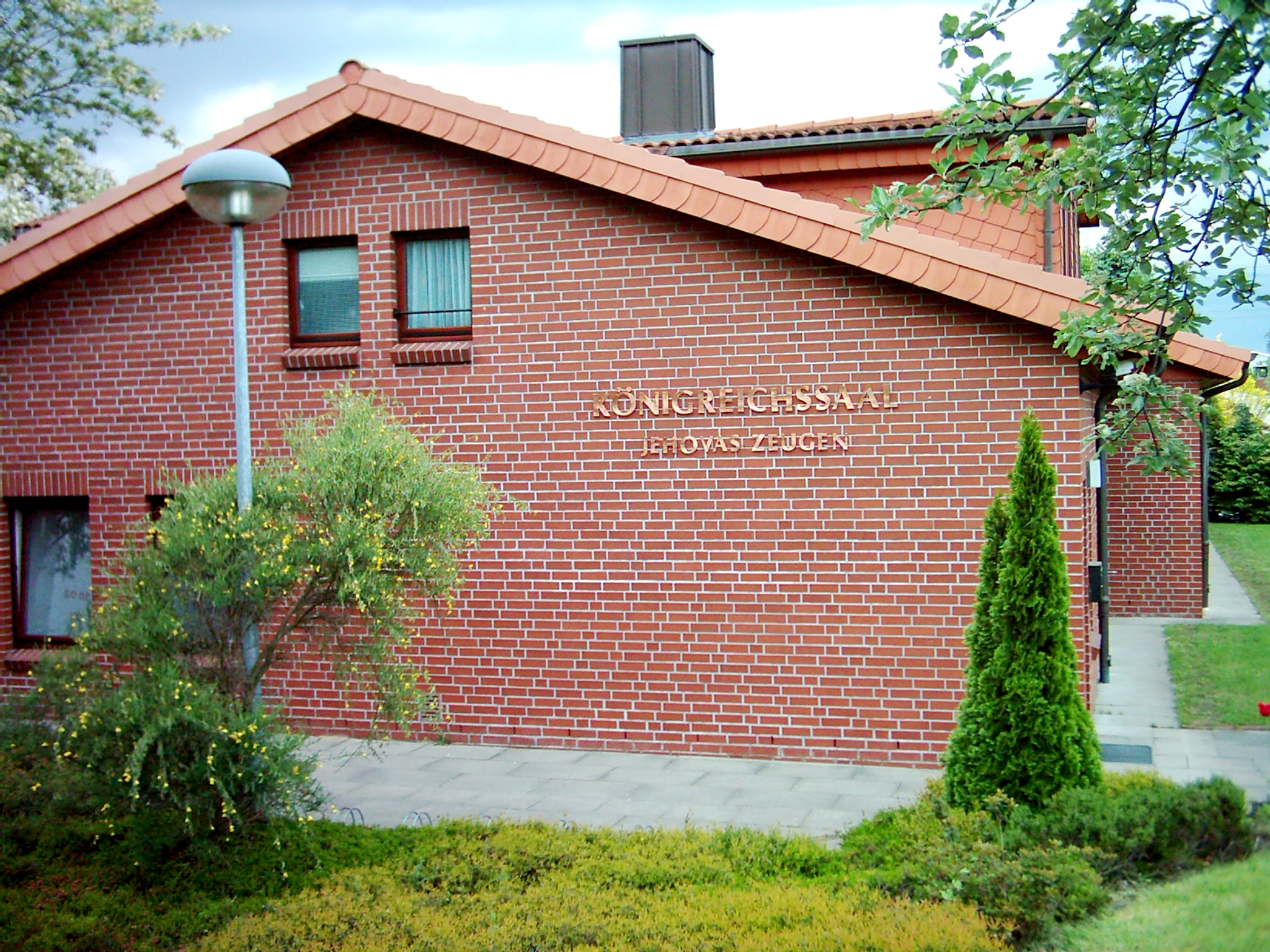
德国汉堡
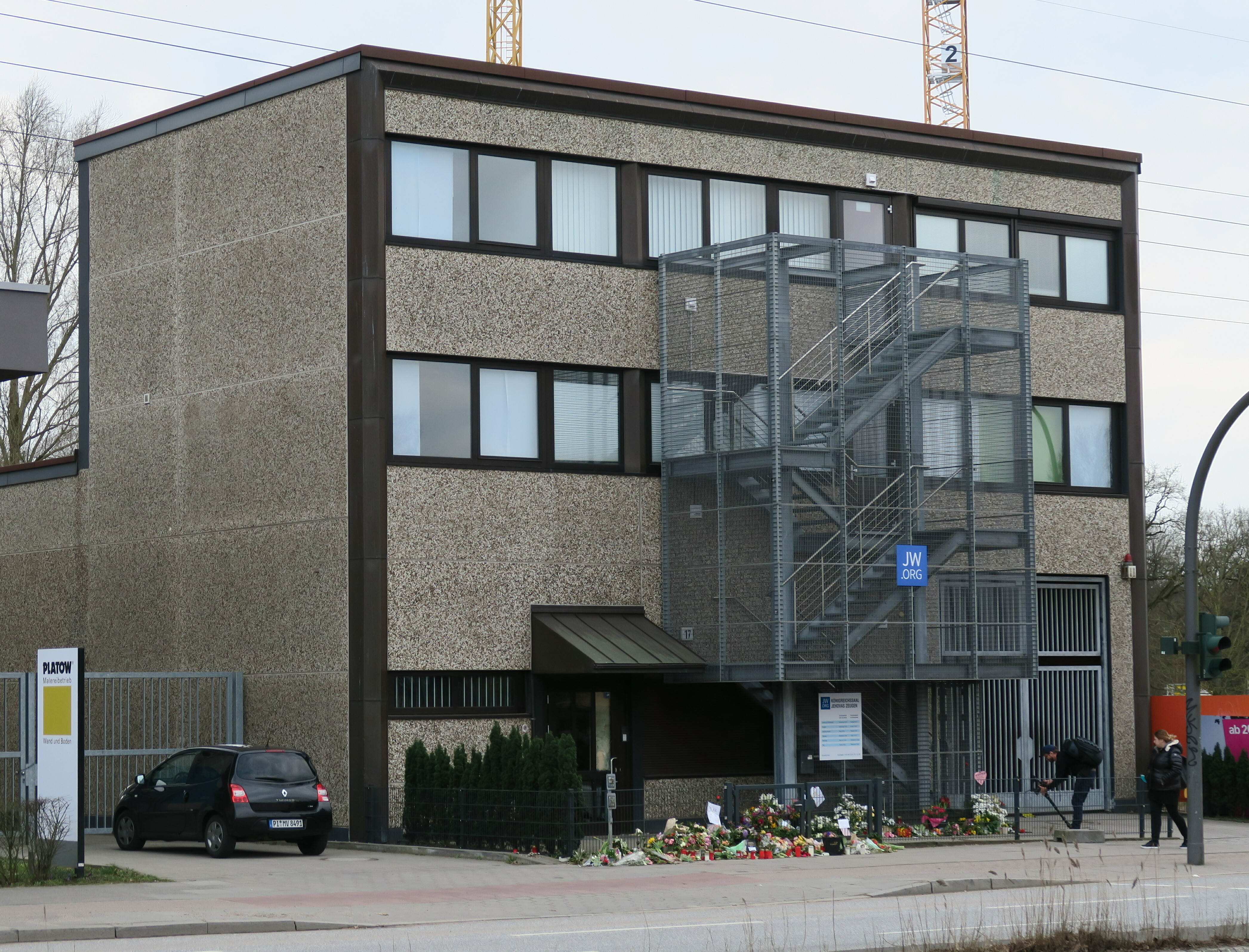
德国汉堡
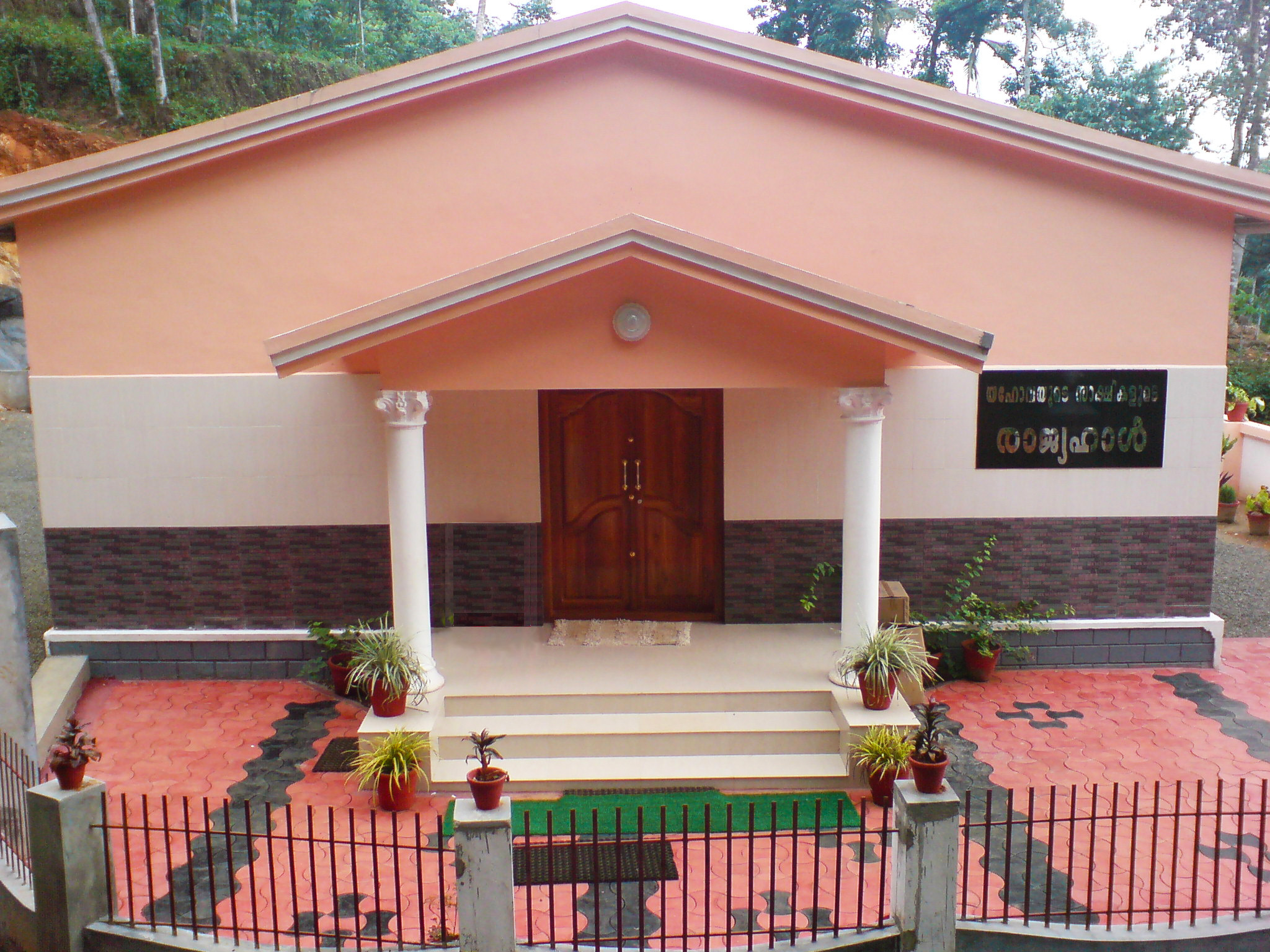
印度 Kerala
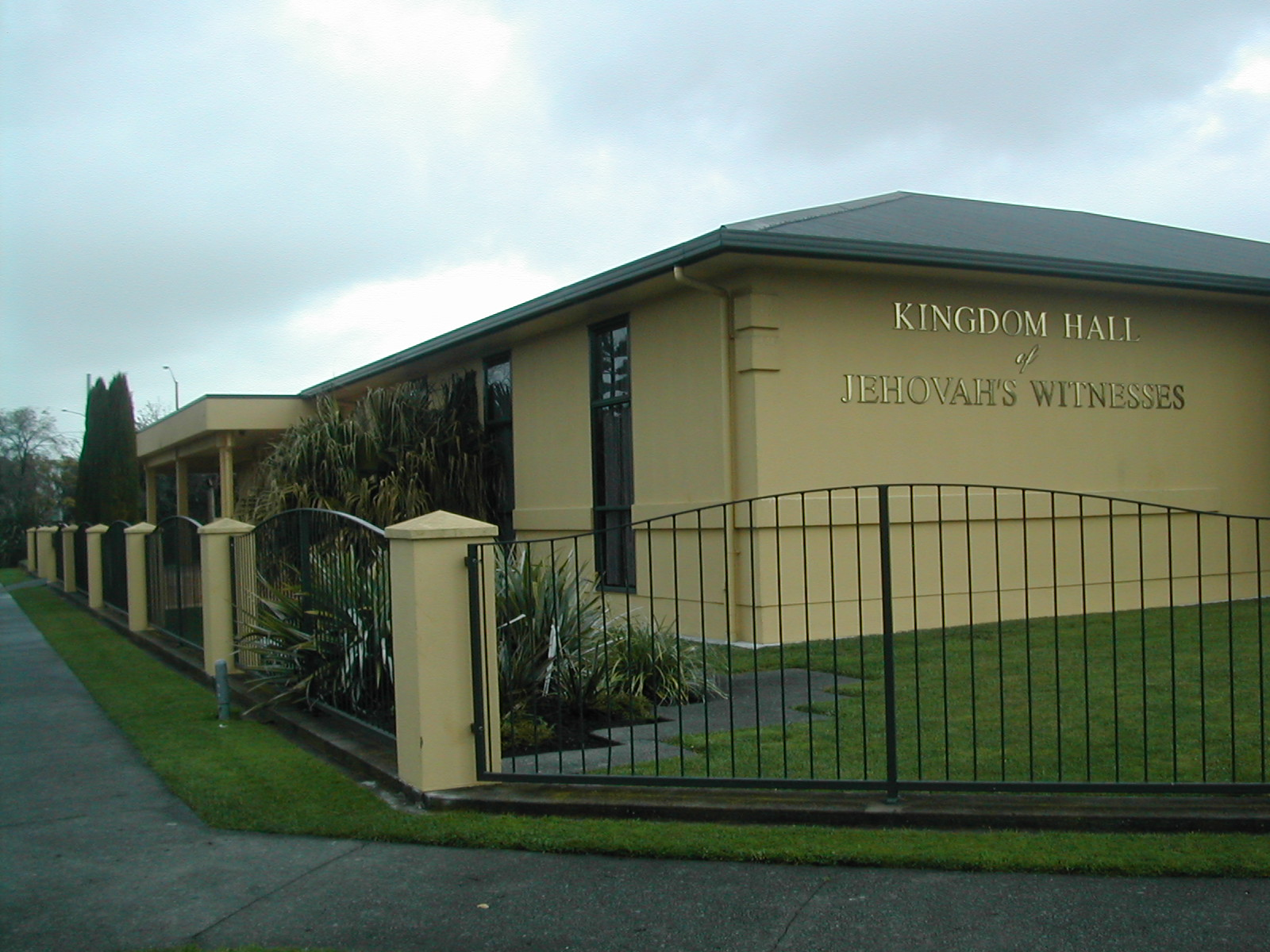
新西兰Napier
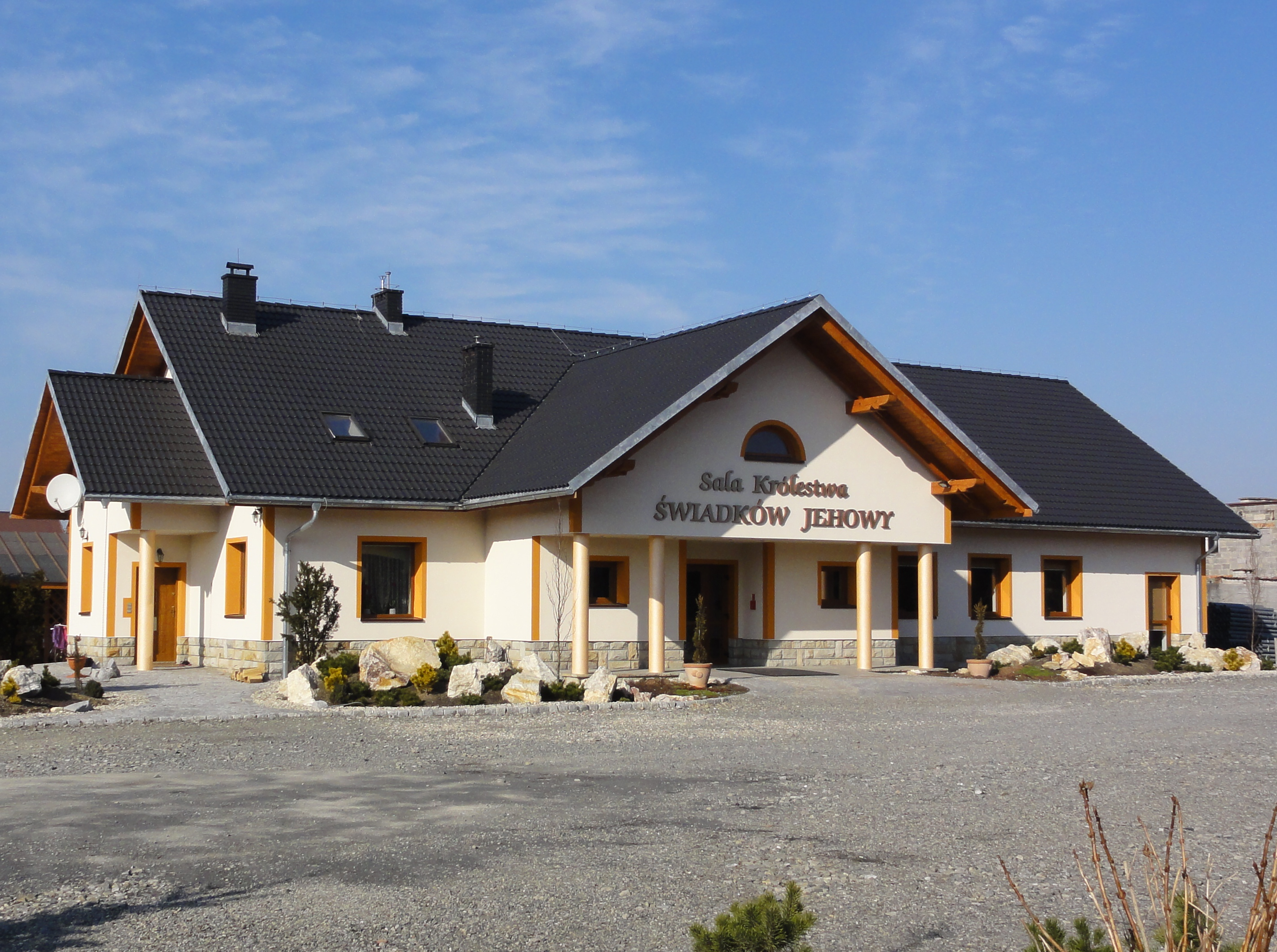
波兰Harbutowice
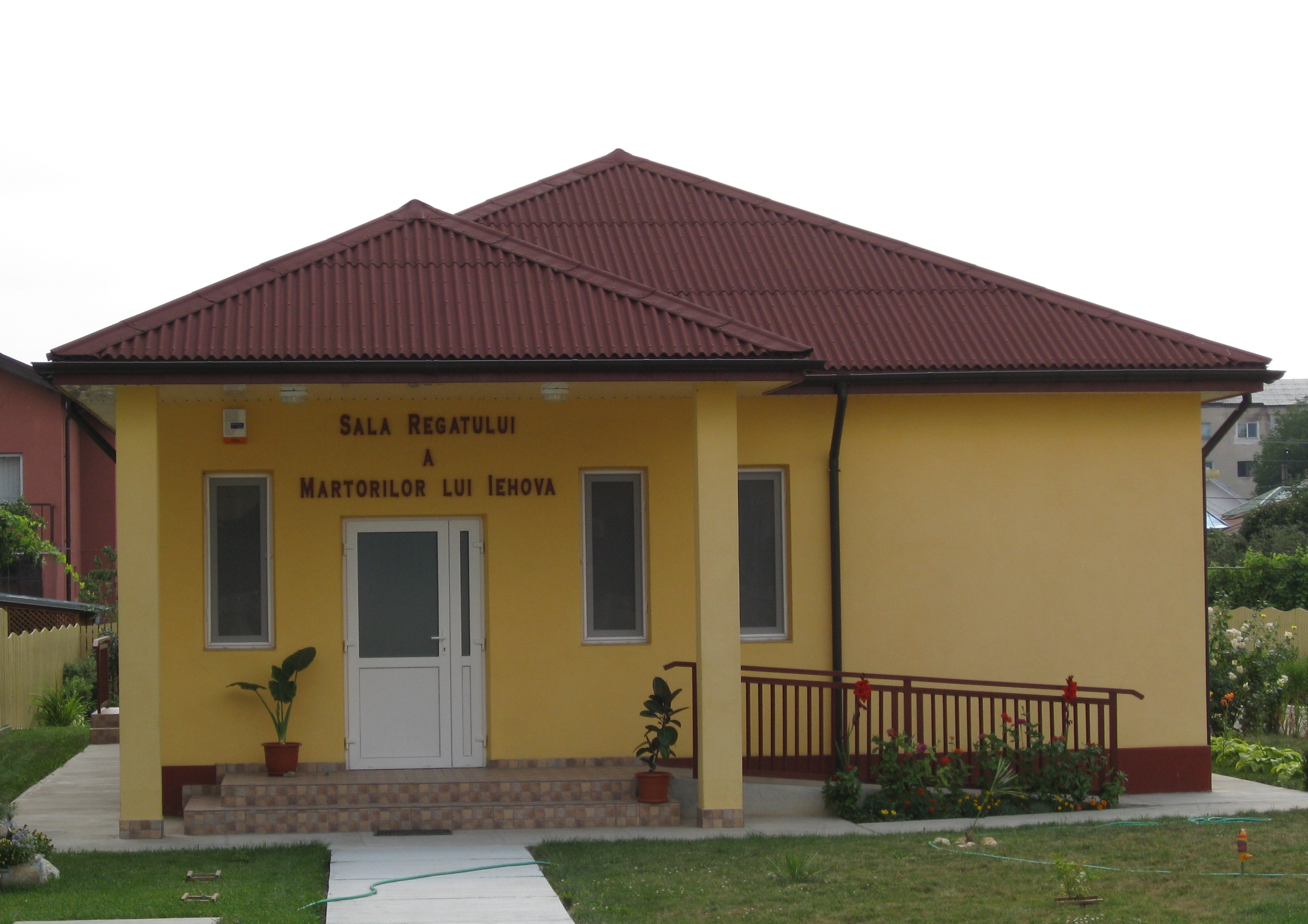
罗马尼亚 Târgovişte
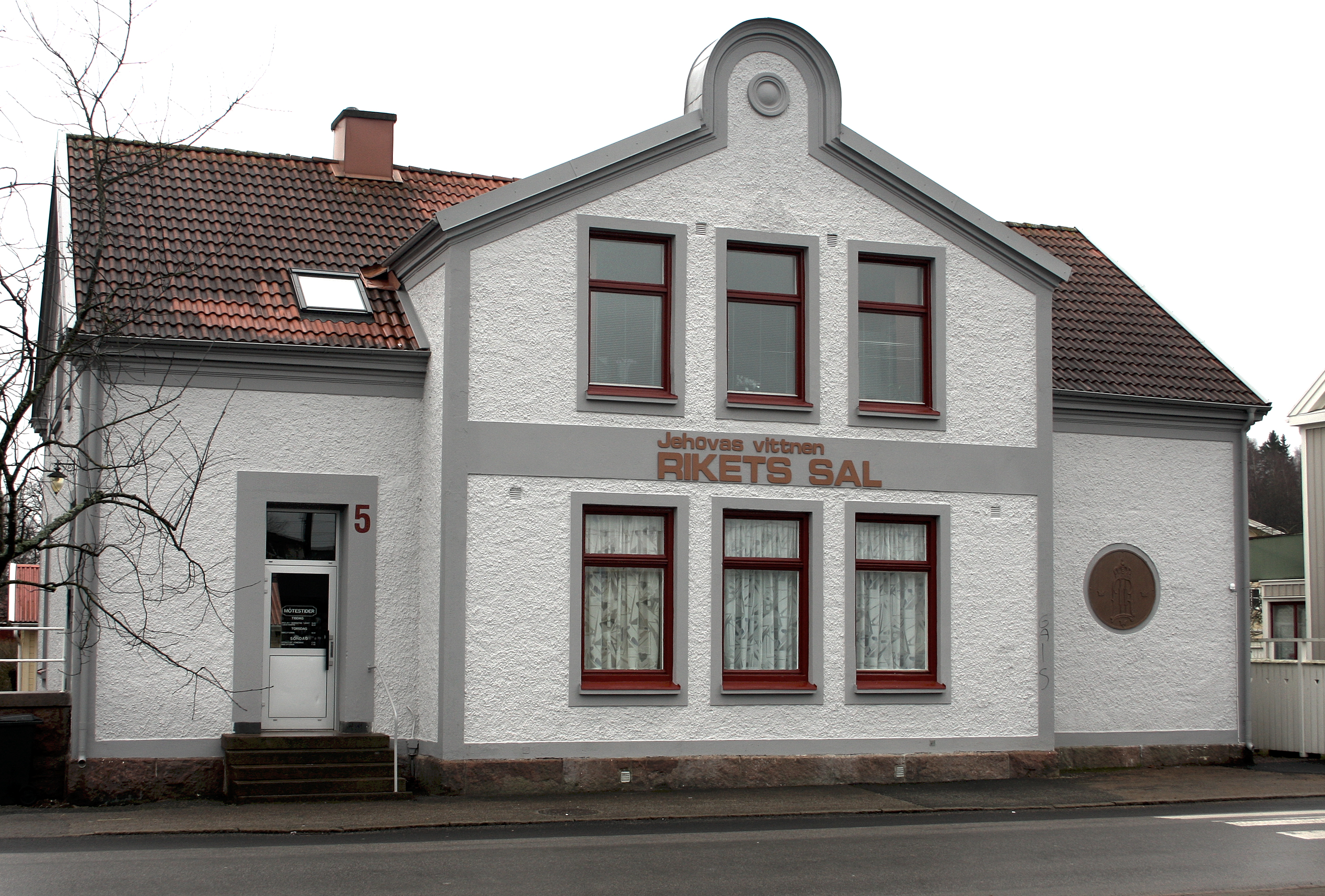
瑞典 Vårgårda
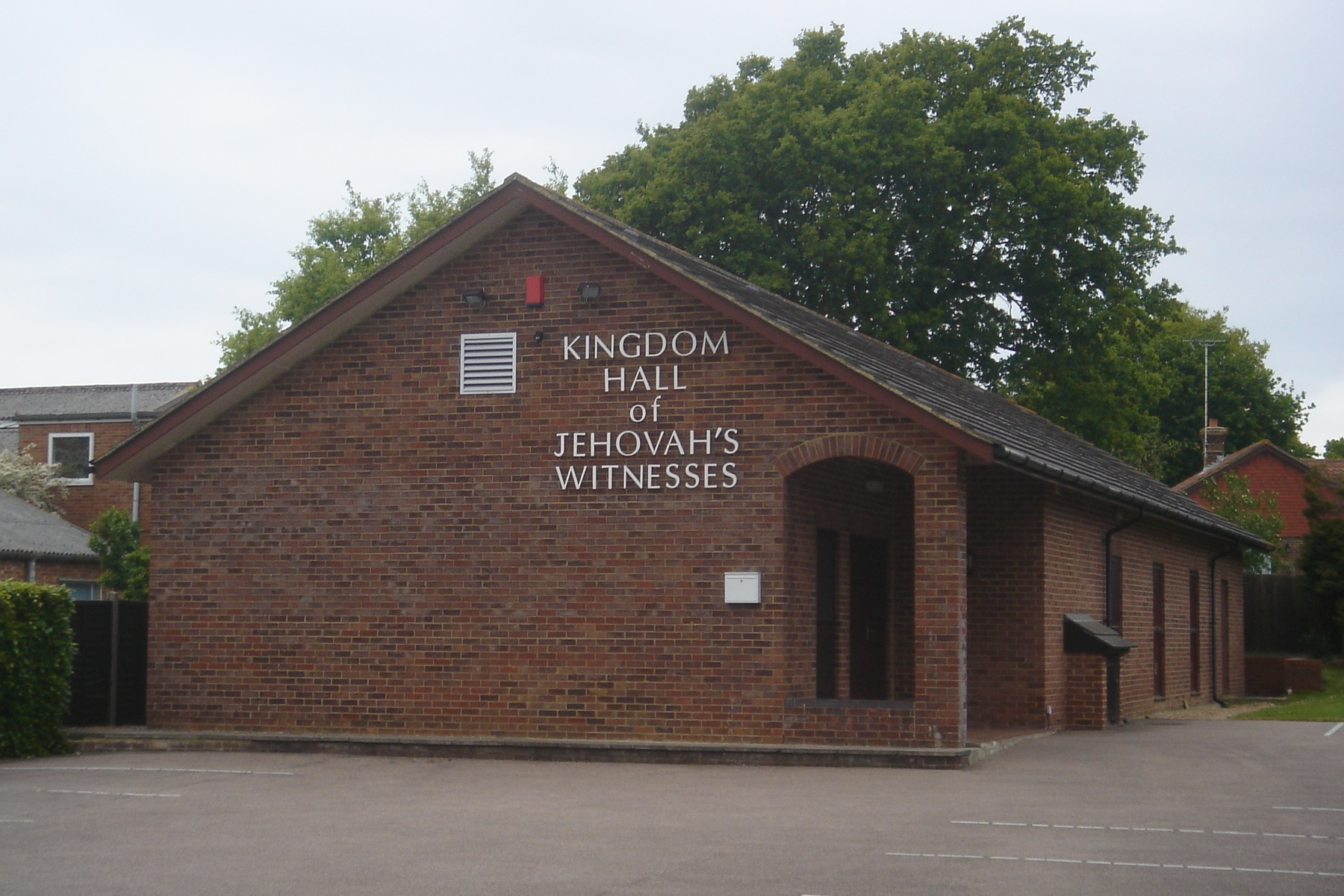
英国West Sussex